# Вулиця Частника (Севастополь)
Вулиця Частника — вулиця в Ленінському районі Севастополя між Фортечним провулком і площею Повсталих. Названа на честь одного з керівників повстання на крейсері «Очакові» Сергія Петровича Частника.
До вулиці прилучаються вулиці Партизанська, Цегляна, Наваринська, Щорса і Адмірала Октябрського.

## З історії

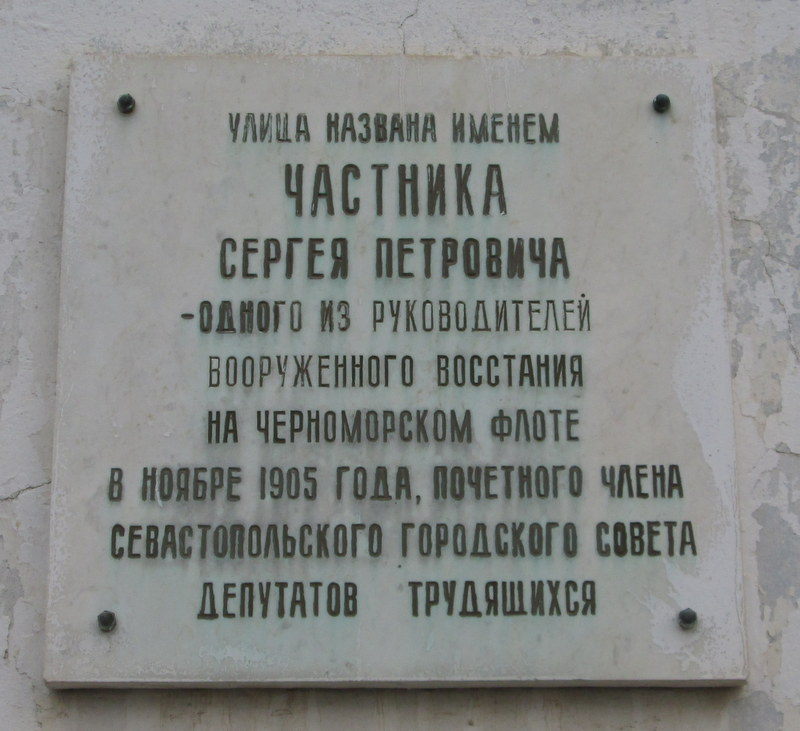
Анотаційна дошка

Спочатку вулиця називалася Новослобідською, наприкінці XIX століття Нагірною, на початку XX століття Наваринською. З квітня 1937 року називається вулицею Частника. Анотаційна дошка встановлена
на будинку № 95.